# نقشه فرار (فیلم ۲۰۱۳)
نقشه فرار (به انگلیسی: Escape Plan) یک فیلم اکشن دلهره‌آور در سبک فیلم زندان آمریکایی محصول سال ۲۰۱۳ با بازی سیلوستر استالونه، آرنولد شوارتزنگر، جیمز کاویزل، وینی جونز و فیفتی سنت، وینی جونز و ایمی رایان است.این فیلم توسط فیلمساز سوئدی میکل هوفسترم کارگردانی شد و اولین فیلمی است که استالونه و شوارتزنگر را به‌عنوان قهرمانان مشترک جفت می‌کند.
این فیلم در ۱۸ اکتبر ۲۰۱۳ در ایالات متحده اکران شد، نقدهای متفاوتی دریافت کرد و ۱۳۷ میلیون دلار در سراسر جهان در مقابل بودجه ۵۴ میلیون دلاری فروخت.

## خلاصه داستان
فیلم شخصیت رِی برسلین (استالونه) را دنبال می‌کند که یک مهندس سازه است و به ناحق محکوم به جنایتی شده‌است و به زندانی فرستاده می‌شود که خودش آن را طراحی کرده‌است و هم سلولی‌اش راتمایِر (شوارتزنگر) در فرارش به او کمک می‌کند.

## بازیگران
- سیلوستر استالونه در نقش ری برزیلین
- آرنولد شوارتزینگر در نقش راتمایر/منهایم
- فیفتی سنت در نقش هاش
- وینسنت دن آفریو در نقش کلارک (شریک برزیلین)
- جیمز کاویزل در نقش هابز (رئیس زندان)
- سام نیل در نقش دکتر زندان
- امی رایان در نقش اَبیگیل راس (دوست و همکار برزیلین)
- وینی جونز در نقش درِیک (مأمور زندان)

## بازخوردها
نقشه فرار با نقدهای متفاوتی از سوی منتقدان مواجه شد. در راتن تومیتوز بر اساس نظرات ۱۰۷ منتقد، با میانگین امتیاز ۵٫۴ از ۱۰، امتیاز ۵۰٪ را به فیلم می‌دهد. اجماع انتقادی این سایت بیان می‌کند: «به همان اندازه که دیدن تیم سیلوستر استالونه و آرنولد شوارتزنگر روی پرده با هم سرگرم‌کننده است، این فیلم نمی‌تواند چیزی بیش از تقلید کم رنگ از هیجان‌های پاپ کورن دهه ۱۹۸۰ ارائه دهد.» در متاکریتیک امتیاز ۴۹ از ۱۰۰، بر اساس ۳۳ بررسی، نشان دهنده "بررسی‌های ترکیبی یا متوسط". است. تماشاگران مورد بررسی سینماسکور به فیلم نمره "B+" دادند.
تام هادلستون از تایم اوت لندن دو ستاره از پنج ستاره را به فیلم داد و اظهار داشت که این فیلم "مثلاً برای یک چاک نوریس یا حتی یک ژان کلود ون دام، وسیله ای عالی می‌ساخت. قهرمانان این فیلم لایق بهتری هستند.»

### گیشه
این فیلم در باکس آفیس ایالات متحده ضعیف عمل کرد و با ۹٫۸۹ میلیون دلار از ۲٫۸۸۳ سینما در رتبه چهارم جدول باکس آفیس قرار گرفت و در نهایت تنها ۲۵٫۱ میلیون دلار فروش داخلی داشت. با این حال، نقشه فرار در گیشه بین‌المللی موفقیت‌آمیز بود و در چندین بازار آسیایی و اروپایی در جایگاه اول قرار گرفت، با مجموع درآمد بین‌المللی بیش از دو برابر بودجه ۵۰ میلیون دلاری آن به ۱۱۲٫۲ میلیون دلار، که در مجموع به فروش جهانی ۱۳۷٫۳ میلیون دلار رسید.

## دنباله‌ فیلم
در فوریه ۲۰۱۷، اعلام شد که یک دنباله در حال ساخت است و استالونه تایید کرد که نقش خود را در نقش ری برسلین بازی می‌کند. در همان گزارش مشخص شد که استیون سی میلر کارگردانی فیلم را بر عهده خواهد داشت و مایلز چپمن به عنوان فیلمنامه نویس بازمی‌گردد. دیو باتیستا، فیفتی سنت، و جیمی کینگ در این فیلم نقش آفرینی کردند. در مارس ۲۰۱۷ عنوان رسمی نقشه فرار ۲: جهنم اعلام شد. این فیلم در ۲۹ ژوئن ۲۰۱۸ به صورت ویدئویی منتشر شد.
در آوریل ۲۰۱۷، فیلم سوم وارد مراحل اولیه توسعه شد و استالونه دوباره برای ایفای نقش خود در نقش ری برسلین قرارداد امضا کرد. فیلم نقشه فرار ۳: ایستگاه شیطان به صورت ویدئویی در ۲ ژوئیه ۲۰۱۹ منتشر شد.